# Dudley North (3e baron North)
Pour les articles homonymes, voir Dudley North.
Dudley North, 3e baron North (1581-16 janvier 1666) est un aristocrate et homme politique anglais.

## Biographie
Il est le fils de John North et de Dorothée, fille et héritière de Valentine Dale (en). Il succède à son grand-père, Roger North (2e baron North), à l'âge de dix-neuf ans. Il fait ses études à Trinity College, Cambridge, et épouse, en 1599, Françoise, fille de John Brocket de Brocket Hall dans le Hertfordshire. Il voyage en Italie, participe à la campagne de 1602 dans les Pays-Bas, et à son retour, devient une figure à la cour, excellant dans le sport ainsi que dans la poésie et de la musique, gagnant l'amitié d'Henri-Frédéric Stuart.
Il prend en charge l'expédition de Guyana faite par son frère Roger North (c. 1582 – c. 1652 1582c. 1582 – c. 1652 1652) en 1619. En 1626, il s'attache au parti de Lord Saye et de la Sele chez les Lords, qui étaient en accord avec les objectifs des Communes; et lorsque la guerre civile éclate, il est du côté du parlement. En 1641, il est membre du comité sur le religion de la Chambre des lords et participe au comité chargé d'examiner la déchéance des droits de William Laud en 1644. Il vote pour l'ordonnance de janvier 1645. Il est membre de la commission de l'amirauté en 1645, et est Lord Lieutenant du Cambridgeshire. Il fait partie d'un petit groupe de Lords assidus à la Chambre des Pairs, et le 19 décembre 1648, avec trois autres, rencontrent Thomas Fairfax (3e lord Fairfax de Cameron), quand ils ont "déposé leurs honneurs au pieds de son Excellence" et ont protesté de leur désir de ne pas conserver les privilèges préjudiciable à l'intérêt public. Il passe le reste de sa vie dans sa retraite à Kirtling dans le Cambridgeshire. Il meurt en laissant une fille (Dorothy), et deux fils, l'aîné, Sir Dudley, lui succède comme 4e baron North.
Dudley North a écrit Une Forêt de Variétés (1645), un recueil d'essais et de poèmes, une autre édition de ce qui a été publié en 1659, sous le titre d'Une Forêt, la promiscuité des différentes Saisons' Productions.